# Пушкинская (станция метро, Санкт-Петербург)
«Пу́шкинская» — станция Петербургского метрополитена. Входит в состав Кировско-Выборгской линии, расположена между станциями «Технологический институт» и «Владимирская».
Станция строилась в составе первой очереди метрополитена «Автово» — «Площадь Восстания», но из-за технических проблем при строительстве (затопление наклонного хода) была открыта позже других станций — 30 апреля 1956 года (участок «Автово» — «Площадь Восстания» был запущен в эксплуатацию 15 ноября 1955 года, станцию «Пушкинская» поезда проезжали без остановки).
Название связано с близостью Витебского вокзала, соединяющего Санкт-Петербург с городом Пушкиным (Царское Село), где в Лицее с 1811 по 1817 год жил и учился поэт (позже Пушкин жил в Царском Селе в 1831 году). В проекте станция носила название «Витебская».
15 декабря 2011 года совет по сохранению культурного наследия рекомендовал внести «Пушкинскую» в единый государственный реестр объектов культурного наследия регионального значения, однако пока она остаётся выявленным объектом культурного наследия.

## Наземные сооружения
Павильон станции выполнен по проекту архитекторов А. А. Грушке, А. С. Гецкина, В. П. Шуваловой, инженера С. М. Эпштейна и располагается на Загородном проспекте, рядом с Витебским вокзалом.
Вестибюль включает в себя:
- Коридор, идущий к дверям входа-выхода пассажиров. В нём расположены кассы станции.
- Центральный круглый зал, в нём находятся турникеты. Зал освещён светильниками, расставленными вдоль стен. Также обращают на себя внимание два киоска, декорированные в соответствии с оформлением станции. Потолок этого зала богато украшен лепниной.
- Над эскалаторным подъёмом расположен квадратный зал, отделённый от круглого большой аркой. На стене этого зала над наклонным ходом находится барельефный медальон с профильным изображением А. С. Пушкина, работы скульптора М. Т. Литовченко. Потолок зала отделан кессонами.

Наклонный ход (выход со станции), содержащий три эскалатора, расположен в южном торце станции. Для его освещения применяются светильники, похожие на факелы. Такие светильники были распространены на станциях первой очереди.
| - Павильон станции - Светильник в вестибюле - Вестибюль |

### Ремонтные работы
С 1 декабря 2013 года до 6 июля 2015 года вестибюль станции был закрыт для проведения капитального ремонта наклонного хода и замены эскалаторов. Для входа и выхода на станцию пассажирами использовался вестибюль станции «Звенигородская» Фрунзенско-Приморской линии, соединённой с «Пушкинской» пересадочным пешеходным тоннелем. Открытие вестибюля станции «Пушкинская» после ремонта было запланировано на 30 июня 2015 года, но в связи с трудностями при наладке нового эскалатора ЕТК-265м Крюковского вагоностроительного завода открытие было отложено. Станция снова начала работу в штатном режиме с 6 июля 2015 года.
Также планируется сделать реставрацию станции. Но пока планы отложены

## Подземные сооружения
«Пушкинская» — пилонная станция глубокого заложения (глубина ≈ 57 м). Подземный зал сооружён по проекту архитекторов В. А. Петрова и Л. М. Полякова. Первоначально оформление станции планировалось связать со строительством Царскосельской железной дороги, первой в России. В окончательном проекте тематика изменилась — она целиком посвящена А. С. Пушкину, и считается одной из красивейших в петербургском метро. Это единственная станция первой очереди, спроектированная не ленинградскими архитекторами, а московским архитектором Л. М. Поляковым (проект также, в отличие от остальных станций, принят на внеконкурсной основе).
Пилоны облицованы белым мрамором, пол выстлан тёмно-красным гранитом. Гранит доставлялся в Ленинград с Украины, с Токовских разработок. По кромке красного гранита выложен узор из чёрного и белого камня. В нишах установлены чёрные металлические торшеры с хрустальными чашами, излучающими свет. Светильники декорированы позолоченными стилизованными щитами, копьями и другими отделочными деталями. Пол проходов на перроны выложен гранитом, вокруг которого была положена простая кафельная плитка светлого цвета.
В торце центрального подземного зала установлена статуя А. С. Пушкина работы М. К. Аникушина. За ней располагается панно художницы М. А. Энгельке, изображающее уголок Царскосельского парка. Панно подсвечено снизу лампами дневного света.
На путевых стенах перронов — плитка двух цветов: снизу — чёрного, сверху — белого; установлены двери с декоративными решётками с надписью «1955» (станция была открыта в 1956 году, но решётки были сделаны аналогично соседним станциям). Станционные стены покрыты мрамором, украшены колоннами и изящными вентиляционными решётками, рисунок которых перекликается со светильниками центрального зала. Перроны освещены небольшими люстрами. Две люстры сняты с потолка над перроном в месте перехода на станцию «Звенигородская» и установлены в переходе.
В 2006 году на станции проводилась замена полов.
| - Памятник А.С. Пушкину - Пилоны - Платформа станции - Вентиляционная решётка - Путевая стена |

## Наземный транспорт

### Трамвайные маршруты
| №  | Пересадки                                                                                  | Конечный пункт 1    | Конечный пункт 2 |
| -- | ------------------------------------------------------------------------------------------ | ------------------- | ---------------- |
| 16 | Обводный канал Лиговский проспект Звенигородская Витебский вокзал Технологический институт | Карбюраторный завод | Нарвская         |

### Троллейбусные маршруты
| №  | Пересадки | Конечный пункт 1           | Конечный пункт 2             |
| -- | --- | -------------------------- | ---------------------------- |
| 3  | Площадь Ленина Финляндский вокзал Владимирская Достоевская Звенигородская Витебский вокзал Технологический институт                                                              | улица Маршала Тухачевского | Балтийская Балтийский вокзал |
| 8  | Пискарёвка Площадь Ленина Финляндский вокзал Владимирская Достоевская Звенигородская Витебский вокзал Технологический институт                                                   | Ручьи                      | Балтийская Балтийский вокзал |
| 12 | Чернышевская Владимирская Достоевская Звенигородская Витебский вокзал Сенная площадь Спасская Садовая Василеостровская Приморская                                                | Улица Кораблестроителей    | Тульская улица               |
| 15 | Чернышевская Владимирская Достоевская Звенигородская Витебский вокзал Технологический институт Фрунзенская Московские ворота Электросила                                         | Тульская улица             | Сызранская улица             |
| 17 | Невский проспект Гостиный двор Адмиралтейская Сенная площадь Садовая Спасская Звенигородская Витебский вокзал Технологический институт Фрунзенская Московские ворота Электросила | Казанский собор            | улица Костюшко               |

### Автобусные маршруты
| №   | Пересадки | Конечный пункт 1 | Конечный пункт 2              |
| --- | --- | ---------------- | ----------------------------- |
| 225 | Проспект Славы Электросила Московские Ворота Фрунзенская Технологический институт Витебский вокзал Звенигородская   | Купчино          | Владимирская Достоевская      |
| 262 | Приморская Горный институт Сенная Площадь Спасская Садовая Технологический институт Витебский вокзал Звенигородская | Наличная улица   | Звенигородская улица          |
| 290 | Чернышевская Владимирская Достоевская Звенигородская Витебский вокзал Технологический институт                      | Ржевка           | набережная реки Екатерингофки |

## Особенности проекта и станции
- Станция была номинально сдана в эксплуатацию 15 ноября 1955 года в составе первой очереди метрополитена «Автово» — «Площадь Восстания», но при этом был оформлен только подземный зал станции, вестибюль и наклонный ход не были построены. Они должны были быть открыты тогда же, однако из-за проблем при строительстве наклонного хода были закончены только 30 апреля 1956 года (после номинального открытия станция вновь закрылась для постройки наклонного хода с вестибюлем).
- Станция считается первым мемориалом в метро СССР[7]. Здесь был установлен первый подземный памятник. К тому же этот памятник — не единственный памятник Пушкину в петербургском метро (второй — на станции «Чёрная речка»).
- Длина перегона «Пушкинская» ←→ «Технологический институт» около 780 метров[8]. Это один из самых коротких перегонов в Петербургском метрополитене.
- Единственная станция Петербургского метрополитена, которая, будучи расположенной рядом с вокзалом, не имеет выхода в здание вокзала.
- Единственная станция в петербургском метро, оборудованная системой контроля путевого пространства. Над путями станции расположено 16 инфракрасных камер, которые в режиме реального времени с помощью программного обеспечения контролируют пути станции. В случае падения пассажира на пути станции или пересечения ими шуц-линии на АРМ дежурного по станции приходит звуковой сигнал. Система отключается в момент прибытия поезда на станцию.[источник не указан 4223 дня]

## Пересадка
20 декабря 2008 года открылся переход на станцию «Звенигородская» Фрунзенско-Приморской линии. Лестница перехода расположена над путями южного направления.